# Ron McGovney
 Ronald J. McGovney (* 2. November 1962) ist ein US-amerikanischer Musiker und war der erste Bassist der Metal-Band Metallica. 

## Leben und Karriere
McGovney und James Hetfield gingen auf dieselbe Schule in einem Vorort von Los Angeles und waren seit 1977 befreundet. Sie hatten sich schon früher kennengelernt, da Hetfields Vater ein Fuhrunternehmen und McGovneys Vater eine Lkw-Reparaturwerkstatt in derselben Straße betrieben. McGovney hatte bereits mehrere Jahre Gitarrenunterricht hinter sich, als Hetfield ihn überredete, den Basspart seiner noch jungen Band zu übernehmen. Zusammen gründeten sie eine Band namens Phantom Lord, welche später in Leather Charm umbenannt wurde, bevor Hetfield sich mit Lars Ulrich zusammentat, um Metallica zu gründen.
McGovney hat keine offiziellen Songs mit Metallica aufgenommen, sondern nur ein paar Coverversionen und Demos. Eines dieser Demos ist eine frühe Version von Hit the Lights mit Lloyd Grant an der Leadgitarre. Als einziger mit festem Einkommen und eigenem Lieferwagen sorgte er auch einige Zeit für den Transport der Ausrüstung und bot der Band Proberaum und zum Teil Quartier in einem Abrisshaus mit Garage auf dem Grundstück seiner Eltern.
Für Ron McGovney blieb die Musik aber immer nur ein Hobby unter mehreren, während Hetfield, Ulrich und auch der inzwischen dazugestoßene Dave Mustaine schon als Teenager entschlossen waren, eine Musikerkarriere einzuschlagen. Als man daher Ende 1982 den talentierten Cliff Burton kennenlernte, ersetzte dieser bald McGovney. Die permanenten Streitigkeiten mit Mustaine führten dazu, dass McGovney die Geduld verlor und die Band aus seinem Haus warf. Etwa einen Monat darauf zog die Band nach San Francisco, um mit Burton an Songs zu schreiben. Später sagte McGovney, dass er diesen Schritt nicht bereue und immer Freiheit und Privatsphäre über Geld und Erfolg stellen würde.
McGovney gründete 1984 mit Gene Hoglan (ehemaliger Dark-Angel-Schlagzeuger) und Katon W. de Pena (ehemaliger Hirax-Sänger) die Band Phantasm. Sie brachten 1988 ein Demo mit sechs Titeln heraus. Nach einer kurzen Tour mit Nuclear Assault lösten sie sich wieder auf.
McGovneys Verhältnis zur Band Metallica entspannte sich später wieder, und er traf die Musiker noch mehrmals.